# Fernando Álvarez (arquitecto)
Fernándo Álvarez fue uno de los maestros constructores más importantes del siglo XVI en Jerez de la Frontera. De origen Portugués, en esta ciudad a él se deben obras como la fachada del Palacio de Riquelme, buena parte de la parroquia de San Mateo, el oratorio de fray Jordán del monasterio de Santo Domingo y el claustro del monasterio de la Merced, siendo muy posible su intervención en el castillo de Bornos.

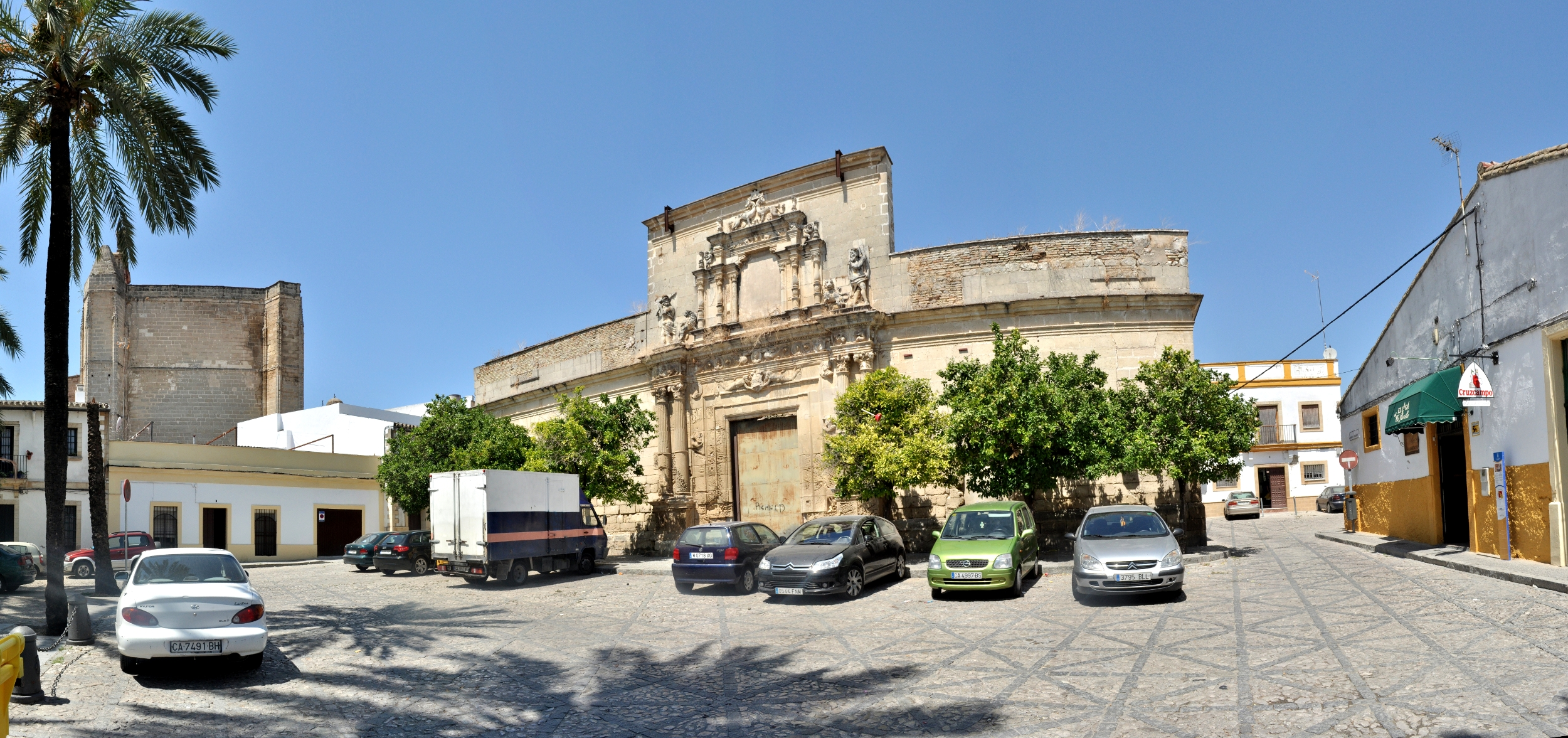
Palacio de Riquelme